# Averdon
Averdon – miejscowość i gmina we Francji, w Regionie Centralnym, w departamencie Loir-et-Cher.
Według danych na rok 1990 gminę zamieszkiwało 631 osób, a gęstość zaludnienia wynosiła 22 osoby/km² (wśród 1842 gmin Regionu Centralnego Averdon plasuje się na 583. miejscu pod względem liczby ludności, natomiast pod względem powierzchni na miejscu 371.).